# Afrikaanse treksprinkhaan
De Afrikaanse treksprinkhaan (Locusta migratoria migratorioides) is de Afrikaanse tegenhanger van de Europese treksprinkhaan (Locusta migratoria migratoria).
Deze treksprinkhanen-soort wordt vaak gebruikt om dissecties op uit te voeren omwille van de duidelijke aanwezigheid van de basiskenmerken voor Arthropoda.

## Leefwijze
Deze sprinkhaansoort gaat twee fases door, een solitaire fase en een trekfase. In de solitaire fase is hij ongevaarlijk en leeft hij een geïsoleerd bestaan. Als de leefomstandigheden gunstig zijn voor een snelle voortplanting zullen de solitaire dieren zich in zwermen verzamelen. Als zij zich dermate snel voortplanten zal er snel een tekort aan voedsel ontstaan, hierdoor trekt de zwerm verder op zoek naar een gunstigere leefomgeving. De zwerm vreet alles op wat het onderweg tegenkomt en kan zo veel schade aanbrengen aan de omgeving.

## Ondersoorten
Locusta migratoria kent twee ondersoorten, waarvoor diverse synoniemen in gebruik zijn. Aanvankelijk werden vaak solitaire en zwermvorm als verschillende soorten beschreven en benoemd.
- Locusta migratoria migratorioides (Afrikaanse treksprinkhaan/African Migratory Locust)[4]

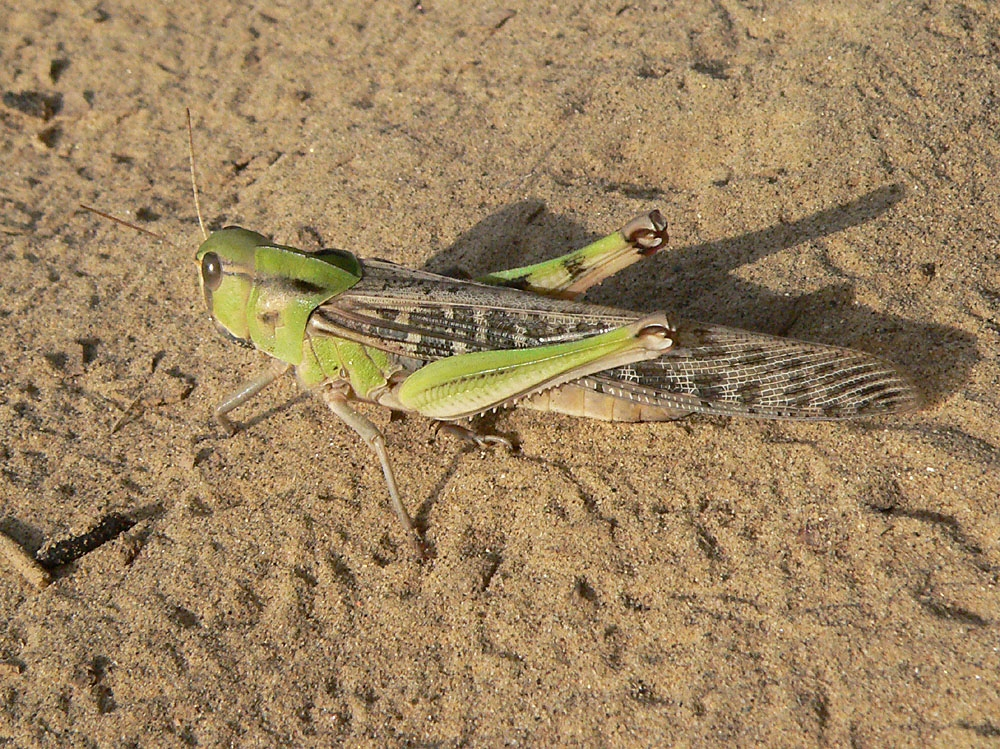
Vrouwtje in solitaire fase

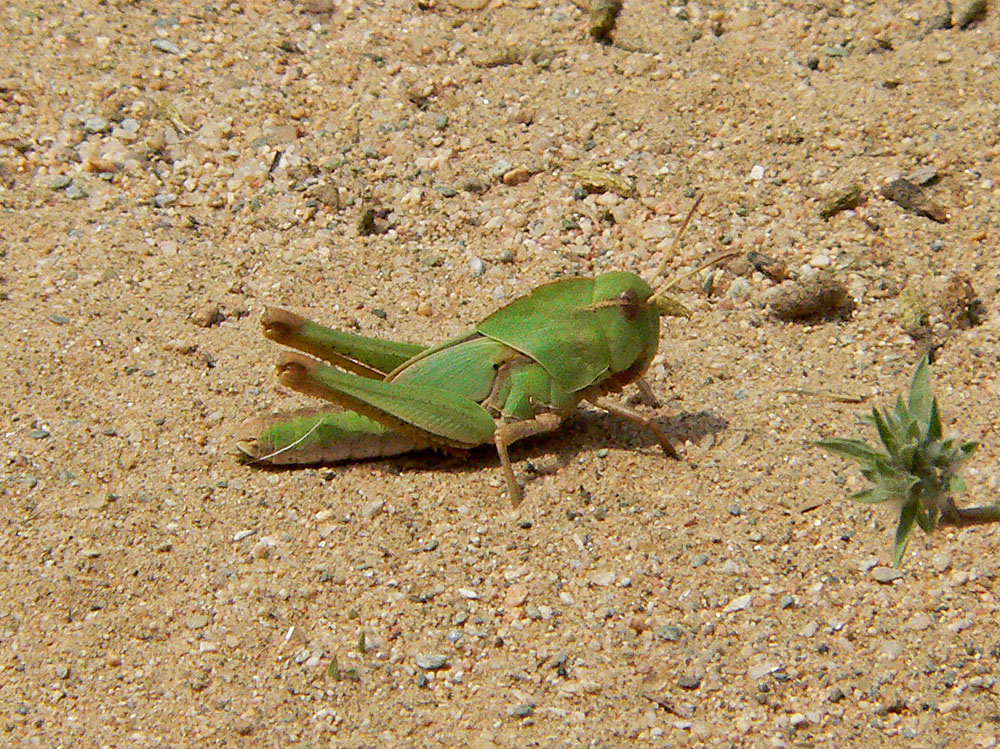
Nimf in solitaire fase

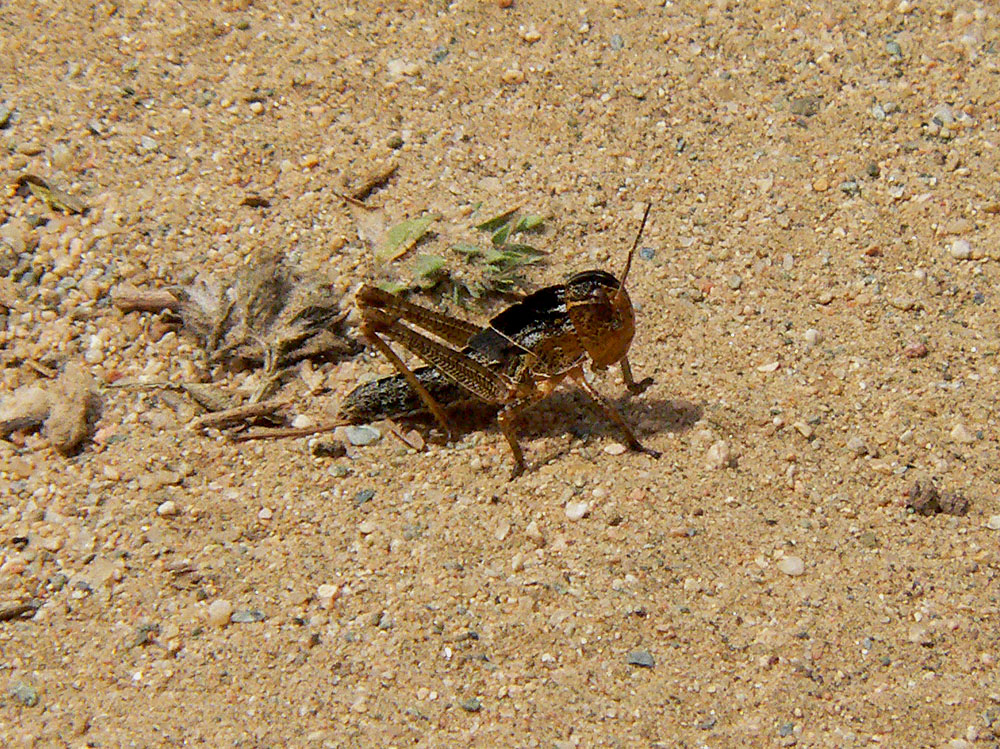
Nimf in zwermfase

  - Locusta capito
  - Locusta cinerascens morio
  - Locusta danica burmana
  - Locusta migratoria burmana
  - Locusta migratoria capito (Madagascartreksprinkhaan)
  - Locusta migratoria manilensis (Aziatische treksprinkhaan)
  - Locusta migratoria tibetensis

- Locusta migratoria migratoria (Europese treksprinkhaan/Migratory Locust)[5]
  - Locusta australis
  - Locusta migratoria cinerascens
  - Locusta danica
  - Locusta gallica
  - Locusta migratoria danica
  - Locusta migratoria remaudierei
  - Locusta migratoria solitaria
  - Locusta rossica